# Дачное (Северная Осетия)
Да́чное (осет. Дачнæй, ингуш. Яндакъонгий-Юрт) — село в Пригородном районе Республики Северная Осетия-Алания. Входит в состав Куртатского сельского поселения. 

## География
Село расположено на левом берегу реки Камбилеевка, в 5 км к северо-востоку от города Владикавказ и в 3 км к северу от районного центра Октябрьское.
Ближайшие населённые пункты: на востоке — село Куртат, на юго-востоке — село  Октябрьское, на юге — село Ир и на северо-западе — село Донгарон. 

## История
Село Яндиево (ныне Дачное) было образовано из хутора с одноимённым названием в 1890 году. Своё изначальное название — Яндиево (ингуш. Яндакъонгий-Юрт — «село сыновей Янда») получило от первопоселенцев этого селения, ингушей из рода Яндиевых.
В 1944 году, после депортации ингушей в Казахстан и упразднения Чечено-Ингушской АССР, осуществленной по приказу Сталина, постановлением № 621/1 от 22 мая 1944 года, село Яндиево было передано в состав Северо-Осетинской АССР и переименовано в Дачное.
В 1992 году село оказалось одним из центров осетино-ингушского конфликта.

## Население
| 1926 | 2002  | 2010  | 2021  |
| ---- | ----- | ----- | ----- |
| 753  | ↗4499 | ↘3851 | ↘3127 |

Национальный состав
По данным Всероссийской переписи населения 2010 года.
| Народ   | Численность, чел. | Доля от всего населения, % |
| ------- | ----------------- | -------------------------- |
| ингуши  | 3 339             | 86,7 %                     |
| осетины | 495               | 12,9 %                     |
| другие  | 17                | 0,4 %                      |
| всего   | 3 851             | 100 %                      |

## Достопримечательности
- В конце 2017 года в селе был воздвигнут памятник-бюст известному ингушскому поэту и уроженцу села — Джемалдину Яндиеву.

## Известные уроженцы
- В селе многие годы жил и творил ингушский писатель и поэт — Джемалдин Яндиев.
- В селе своё детство провела известная артистка — Тамара Хаважовна Яндиева.
- В селе вырос знаменитый боксёр — Ахмед Котиев, чемпион мира в полусреднем весе по версии Всемирной боксёрской организации, министр физической культуры, спорта и туризма Республики Ингушетия[8].